# ダレ・クオディーテ
ダレ・クオディーテ（リトアニア語: Dalia Kuodytė、1962年1月21日 - 2023年4月21日）は、リトアニアの歴史学者、政治家。

## 経歴
1969年から1980年まで、カウナス第25中等学校で学ぶ。1982年から1987年までヴィリニュス国立大学歴史学部で学ぶ。コムソモールに所属していた。
1987年から1990年までカウナス第9要塞博物館研究員。1990年から1997年まで被追放およびレジスタンスに関する博物館館長。歴史雑誌『ライスヴェス・コヴー・アルヒーヴァス』（Laisvės kovų archyvas）編集長。1997年から2008年までリトアニア住民のジェノサイドとレジスタンスに関する調査センターの事務局長。
2008年リトアニア議会選挙で国会議員に選出される。2012年の選挙で再選される。リトアニア共和国自由運動所属。
英語およびロシア語を話す。趣味は読書。